# Beinn Achaladair
Beinn Achaladair är ett berg i Storbritannien.   Det ligger i kommunen Perth and Kinross och riksdelen Skottland, i den nordvästra delen av landet, 600 km nordväst om huvudstaden London. Toppen på Beinn Achaladair är 1 037 meter över havet, eller 298 meter över den omgivande terrängen. Bredden vid basen är 4,5 km.
Terrängen runt Beinn Achaladair är huvudsakligen kuperad.Runt Beinn Achaladair är det mycket glesbefolkat, med 3 invånare per kvadratkilometer. Närmaste större samhälle är Crianlarich, 17,8 km söder om Beinn Achaladair. Trakten runt Beinn Achaladair består i huvudsak av gräsmarker.